# Sciurus oculatus
Sciurus oculatus is een zoogdier uit de familie van de eekhoorns (Sciuridae). De wetenschappelijke naam van de soort werd voor het eerst geldig gepubliceerd door Peters in 1863.

## Voorkomen
De soort komt voor in Mexico.